# Winnertzia rubida
Winnertzia rubida är en tvåvingeart som beskrevs av Ephraim Porter Felt 1908. Winnertzia rubida ingår i släktet Winnertzia och familjen gallmyggor.
Artens utbredningsområde är New York. Inga underarter finns listade i Catalogue of Life.